# زورلان تیپتون
زورلان تیپتون (۲۷ آوریل ۱۹۹۰ – ۲۸ ژوئن ۲۰۱۶) بازیکن سابق فوتبال آمریکایی اهل ایالات متحده آمریکا است که در کالج فوتبال در میشیگان مرکزی بازی می‌کرد.

## دوران دانشگاهی
زورلان تیپتون، در کالج فوتبال در دانشگاه مرکزی میشیگان باری می‌کرد.